# Rio Sumidouro Grande
Rio Sumidouro Grande är ett vattendrag i Brasilien.   Det ligger i delstaten Mato Grosso, i den centrala delen av landet, 1 000 km väster om huvudstaden Brasília.
I omgivningarna runt Rio Sumidouro Grande växer i huvudsak städsegrön lövskog. Runt Rio Sumidouro Grande är det mycket glesbefolkat, med 2 invånare per kvadratkilometer.